# Via biliar

Vias biliares

1. Vías biliares: 2. Conducto biliar intrahepático 3. Conductos hepáticos direito e esquerdo 4. Conducto hepático comum 5. Conducto cístico 6. Colédoco ou Conducto biliar comum 7. Esfínter de Oddi 8. Carúncula maior o Papila de Vater 9. Vesícula biliar

Vias biliares, trato biliar ou árvore biliar, é o termo médico para referir-se ao sistema responsável por produzir, armazenar e secretar bile. É composto pelos ductos hepáticos, ducto cístico, ducto biliar comum e a vesícula biliar. A bile consiste em água, eletrólitos, ácido biliar, colesterol, fosfolipídios e bilirrubina conjugada. Alguns componentes são sintetizados pelos hepatócitos (células do fígado) e o restante é filtrado do sangue pelo fígado.
A bile é secretada pelo fígado em pequenos ductos que se juntam para formar o ducto hepático comum. Entre as refeições, a bile secretada é armazenada na vesícula biliar. Durante uma refeição, a bile é secretada no duodeno para livrar o corpo dos resíduos armazenados na bile, além de ajudar na absorção de gorduras.